# Mount Fairweather, Nordamerika
Mount Fairweather (officiellt kallat Fairweather Mountain i Kanada, men anges även som Mount Fairweather), är ett berg som ligger 20 km öster om Stilla havet i Glacier Bay nationalpark i USA. Medan det mesta av berget ligger i Yakutat City and Borough, Alaska, ligger toppen i Tatshenshini-Alsek Park i British Columbia, vilket gör Mount Fairwheather till det högsta berget i den provinsen. Berget namngavs den 3 maj 1778 av James Cook. Det lär ha varit för det fina vädret just då.
Mount Fairweather bestegs för första gången av Allen Carpé och Terris Moore den 8 juni 1931.